# Емир Бекрић
Емир Бекрић (Београд, 14. март 1991) је српски атлетичар који је специјалиста за трке на 400 метара са препонама, национални рекордер, освајач медаља на светском и европском првенству.

## Каријера
Бекрић је и јуниорски рекордер Србије у дисциплини 110 метара са препонама (резултат 14.20 постигнут 2008). На Европском првенству за млађе сениоре 2011. у Острави је освојио бронзану медаљу. На Летњој универзијади у Шенџену исте године је у полуфиналној трци оборио државни рекорд стар 23 године на 400 метара са препонама временом од 49,55 секунди. Касније је у финалу заузео шесто место.
На Европском првенству у Хелсинкију 2012. године је освојио сребрну медаљу у трци на 400 метара са препонама коју је истрчао за 49,49 секунди. На овај начин Бекрић је постао први српски атлетичар који је освојио медаљу на Европским првенствима на отвореном. У полуфиналној трци Бекрић је оборио национални рекорд са 49,37 секунди.
Учествовао је на Медитеранским играма у Мерсину 2013. и победио постигавши, рекорд Медитеранских игара и нови национални рекорд 48,83 секунде. Недуго затим учествовао је и на Европском првенству за млађе сениоре у Тампереу, где је са временом од 48,76 освојио злато и поставио нови државни рекорд.
Исте године је на светском првенству у Москви, поставио државне рекорде у полуфиналу и финалу, као и најбоља времена сезоне за такмичаре из Европе, дошавши до бронзане медаље. EAA му је доделила признање звезда у спону, као најбољем младом атлетичару.
У децембру 2013. године Атлетски савез Београда га је прогласио за најбољег атлетичара у 2013. години, а од дневног листа Спорт је добио „златну значку“ награду за најбољег спортисту.
Тренер му је Мирјана Стојановић.

## Резултати
| година | такмичење                           | место        | пласман       | резултат |        |
| Србија | Србија                              | Србија       | Србија        | Србија   | Србија |
| ------ | ----------------------------------- | ------------ | ------------- | -------- | ------ |
| 2009.  | Европско екипно првенство — 1. лига | Берген       | 6.            | 54,33    |        |
| 2009.  | Европско првенство за јуниоре       | Нови Сад     | полуфинале    | 53,45    |        |
| 2009.  | Универзијада                        | Београд      | квалификације | 53,16    |        |
| 2010.  | Европско екипно првенство — 2. лига | Београд      |               | 51,66    |        |
| 2010.  | Светско првенство за јуниоре        | Монктон      | 7.            | 51,06    |        |
| 2011.  | Европско екипно првенство — 2. лига | Нови Сад     |               | 50,35    |        |
| 2011.  | Балканско првенство                 | Сливен       |               | 50,08    |        |
| 2011.  | Европско првенство за млађе сениоре | Острава      |               | 49,61    |        |
| 2011.  | Универзијада                        | Шенџен       | 6.            | 50,20    |        |
| 2011.  | Светско првенство на отвореном      | Тегу         | 19.           | 49,94    |        |
| 2012.  | Европско првенство на отвореном     | Хелсинки     |               | 49,49    |        |
| 2012.  | Олимпијске игре                     | Лондон       | 14.           | 49,62    |        |
| 2013.  | Европско екипно првенство — 2. лига | Каунас       |               | 49,98    |        |
| 2013.  | Медитеранске игре                   | Мерсин       |               | 48,83    |        |
| 2013.  | Европско првенство за млађе сениоре | Тампере      |               | 48,76    |        |
| 2013.  | Балканско првенство                 | Стара Загора |               | 48,96    |        |
| 2013.  | Светско првенство                   | Москва       |               | 48,05    |        |
| 2014.  | Европско екипно првенство — 2. лига | Рига         |               | 49,64    |        |
| 2014.  | Балканско првенство                 | Питешти      |               | 50,08    |        |
| 2014.  | Европско првенство                  | Цирих        | 6.            | 49,90    |        |
| 2015.  | Европско екипно првенство — 2. лига | Стара Загора | 4.            | 52,37    |        |